# Davide Ceci
Davide Ceci (* 6. September 1993) ist ein ehemaliger italienischer Bahnradsportler.

## Sportliche Laufbahn
2010 wurde Ceci Vize-Europameister der Junioren im Teamsprint, gemeinsam mit Rino Gasparrini und Mauro Catellini. Im Jahr darauf errang er drei italienische Junioren-Titel, im Keirin, im 1000-Meter-Zeitfahren sowie im Teamsprint (mit Giacomo del Rosario und Michael dell’Onte). 2014 wurde er italienischer Elite-Meister im Sprint sowie gemeinsam mit seinem Bruder Francesco im Teamsprint.

## Familie
Davide Ceci entstammt einer Radsport-Familie, der mehrere Bahnsprinter angehören: Der frühere Bahnsprinter Vinzenco Ceci ist sein Onkel, Luca Ceci sein Cousin und Francesco Ceci sein Bruder.

## Erfolge
2010
- Junioren-Europameisterschaft – Teamsprint (mit Rino Gasparrini und Mauro Catellini)

2011
- Italienischer Junioren-Meister – Keirin, 1000-Meter-Zeitfahren, Teamsprint (mit Giacomo del Rosario und Michael dell’Onte)

2014
- Italienischer Meister – Sprint, Teamsprint (mit Francesco Ceci)

2015
- Italienischer Meister – Teamsprint (mit Luca Virdis, Luca Ceci und Dario Zampieri)

2016
- Italienischer Meister – Teamsprint (mit Matteo Del Rosario, Francesco Ceci und Dario Zampieri)

## Teams
- 2012 Team Ceci Dreambike
- Cycling Team Friuli